# مظفرالدین تکله
اتابک مظفرالدین تکله (۶۵۶–۶۴۹) پسر نصرت‌الدین هزاراسپ، پنجمین و یکی از مشهورترین اتابکان لرستان بود. پدرش با اتابکان فارس از در دوستی درآمد و اتابک تکله فارس دختر خویش به زنی به او داد. مظفرالدین تکله، تکلهٔ لر و نوادهٔ دختری تکلهٔ سلغری بود به نام پدربزرگش موسوم شده بود. در ورود هلاکو به ایران مثل اتابک فارس وی نیز با اظهار طاعت، قلمروی خود را از تجاوز مغول در امان نگهداشت.
او با اتابکان فارس و شول و مغول درافتاد و قسمت عمدهٔ عمر او در زد و خورد گذشت. کشمکش میان اتابکان فارس و اتابکان لرستان که از عهد هزاراسب شروع شده بود در ایام امارت تکله شدت یافت. به علت اینکه اتابک سعد بن زنگی به‌قصد تصرف بلاد لر بزرگ سه بار به طرف متصرفات تکله لشکر کشید ولی در این لشکرکشی‌ها غلبه نیافت بلکه پیروزی نصیب تکله گردید. که اردوی هلاکو عازم بغداد بود که تکله به خدمت هلاکو رسید ولی از قتل خلیفه متأثر شد. او مخفیانه به لرستان بازگشت و هلاکو گروهی را برای دستگیری او به لرستان فرستاد گرچه برادر تکله دستگیر شد چون تکله به حصار منگشت پناهنده شده بود، موفق با دستگیری او نشدند عاقبت هلاکو تکله را زنهار داد و چون به خدمت هلاکو رسید، خان مغول وی را به تبریز برد و در آنجا او را در سال ۶۵۶ هجری قمری کشت.

## در ادبیات
سعدی شعری دربارهٔ سرگذشت او سروده است:
| در اخبار شاهان پیشینه هست   |  | که چون تکله بر تخت زنگی نشست  |
| به دورانش از کس نیازرد کس   |  | سبق برد اگر خود همین بود و بس |
| چنین گفت یک ره به صاحبدلی   |  | که عمرم به سر رفت بی‌حاصلی     |
| بخواهم به کنج عبادت نشست    |  | که دریابم این پنج روزی که هست |
| چو می‌بگذرد جاه و ملک و سریر |  | نبرد از جهان دولت الا فقیر    |
| چو بشنید دانای روشن نفس     |  | به تندی برآشفت کای تکله بس!   |
| طریقت به جز خدمت خلق نیست   |  | به تسبیح و سجاده و دلق نیست   |
| تو بر تخت سلطانی خویش باش   |  | به اخلاق پاکیزه درویش باش     |
| به صدق و ارادت میان بسته‌دار |  | ز طامات و دعوی زبان بسته دار  |
| قدم باید اندر طریقت نه دم   |  | که اصلی ندارد دم بی‌قدم        |
| بزرگان که نقد صفا داشتند    |  | چنین خرقه زیر قبا داشتند      |